# Stignabben
Stignabben är en kulle i Antarktis. Den ligger i Östantarktis. Norge gör anspråk på området. Toppen på Stignabben är 2 119 meter över havet.
Terrängen runt Stignabben är platt åt nordost, men åt sydväst är den kuperad. Trakten är obefolkad. Det finns inga samhällen i närheten.